# Fruhstorferiola huangshanensis
Fruhstorferiola huangshanensis is een rechtvleugelig insect uit de familie veldsprinkhanen (Acrididae). De wetenschappelijke naam van deze soort is voor het eerst geldig gepubliceerd in 1980 door Bi & Xia.